# Stomatosema subsessile
Stomatosema subsessile är en tvåvingeart som först beskrevs av Jean-Jacques Kieffer 1913.  Stomatosema subsessile ingår i släktet Stomatosema och familjen gallmyggor.
Artens utbredningsområde är Kenya. Inga underarter finns listade i Catalogue of Life.